# Винтер, Петер (филателия)
Петер Винтер (нем. Peter Winter, род ок. 1941 в Германии) — изготовитель репродукций почтовых марок. Также он имел образование оперного певца.

## «Репродукции»
В начале 1980-х годов Винтер предложил «50 наиболее ценных и значительных марок, подлинно воспроизведённых» и указал, что для того чтобы воспроизвести эти марки настолько достоверно, насколько это возможно, он воздержался от маркировки их как репродукций. Они изготавливались под фирменным лейблом «Bruyère» («Брюер»).
В 1985 году или позже он выпускал редкие марки разных стран с помощью англ. «ProPhil Forum P.O.C.» (Process Optimate Computersystems). Затем последовали репродукции «выпуска '85 года», затем «выпуска '88 года», последние продавались швейцарским «Домом почтовых марок» (англ. «House of Stamps»). Специальным было предложение четырёх самых известных почтовых марок мира: первые марки Маврикия, «Чёрный пенни», «Баденская ошибка цвета» и «Британская Гвиана» за 249 немецких марок.
Винтер продавал изготовленные им марки как репродукции, но отсутствие на них неудаляемых меток делало их лёгкими объектами для мошенничества, направленного на ничего не подозревающих коллекционеров. Специалисты могут обнаружить отклонения в бумаге, углубления, отсутствие водяных знаков и другие признаки, выдающие отсутствие подлинности.
Винтер никогда не указывал, что его марки подлинные, они продавались как репродукции. Однако его метки (такие как «Faux» («Фальшивая»), «Reprint» («Репринт»), «Copy» («Копия»)) часто легко могут быть удалены. Так, Хайнер Фабер (Heiner Faber), продавец почтовых марок из Бонна, был осуждён за то, что удалял эти метки и продавал их как оригинальные почтовые марки.
Винтер изготавливал марки, каталожная цена которых, если бы они были подлинными, могла бы составить 20 миллионов долларов США. Его предложение продать свои марки Американскому филателистическому обществу за 1 миллион долларов США и прекратить производство репродукций было отклонено.